# جوناثان بينيت (ممثل)
جوناثان بينيت (بالإنجليزية: Jonathan Bennett)‏ مواليد 10 يونيو 1981 في روسفورد، الولايات المتحدة، هو ممثل أمريكي بدأ مسيرته الفنية عام 1997.

## الأعمال
- فتيات لئيمات
- تشيبر باي ذا دوزن 2
- الحب المدمر

## وصلات خارجية
- جوناثان بينيت على موقع IMDb (الإنجليزية)
- جوناثان بينيت على موقع ميتاكريتيك (الإنجليزية)
- جوناثان بينيت على موقع روتن توميتوز (الإنجليزية)
- جوناثان بينيت على موقع قاعدة بيانات الأفلام العربية
- جوناثان بينيت على موقع ألو سيني (الفرنسية)
- جوناثان بينيت على موقع تيرنر كلاسيك موفيز (الإنجليزية)
- جوناثان بينيت على موقع أول موفي (الإنجليزية)
- جوناثان بينيت على موقع قاعدة بيانات الأفلام السويدية (السويدية)
- جوناثان بينيت على موقع إن إن دي بي (الإنجليزية)
- جوناثان بينيت على موقع قاعدة بيانات الفيلم (الإنجليزية)